# Numer stulecia
Numer stulecia (ang. Lucky Numbers) – francusko-amerykańska komedia kryminalna z 2000 roku w reżyserii Nory Ephron.

## Opis fabuły
Prezenter pogody Russ Richards (John Travolta) otwiera salon sprzedaży skuterów śnieżnych. Łagodna zima sprawia, że w oczy zagląda mu widmo bankructwa. Razem z Crystal (Lisa Kudrow), dziewczyną z telewizyjnego totolotka, opracowują system zapewniający zdobycie głównej wygranej.

## Obsada
- John Travolta jako Russ Richards
- Lisa Kudrow jako Crystal Latroy
- Tim Roth jako Gig
- Ed O’Neill jako Dick Simmons
- Michael Rapaport jako Dale
- Michael Moore jako Walter
- Bill Pullman jako detektyw Lakewood
- Daryl Mitchell jako detektyw Chambers
- Richard Schiff jako Jerry Green
- Michael Weston jako Larry
- Caroline Aaron jako pielęgniarka Sharpling
- Sam McMurray jako szef Troutman